# Lysolajský mlýn (Lysolajské údolí)
Lysolajský mlýn v Lysolajském údolí je vodní mlýn v Praze 6, který stojí na Lysolajském potoce.

## Historie
Vodní mlýn je doložen roku 1666, kdy je zmíněn jako pustý dvůr Kunstovský s mlýnem. Před rokem 1714 byl obnoven. Tereziánský katastr uvádí roku 1721 jeden mlýn v Lysolajích.
Ve 2. polovině 19. století v něm byl ukončen provoz a zřízen hostinec.

## Popis
Zděný jednopatrový objekt mlýna na obdélném půdorysu stál pod rybníkem napájeným z potoka.